# Templete (música)

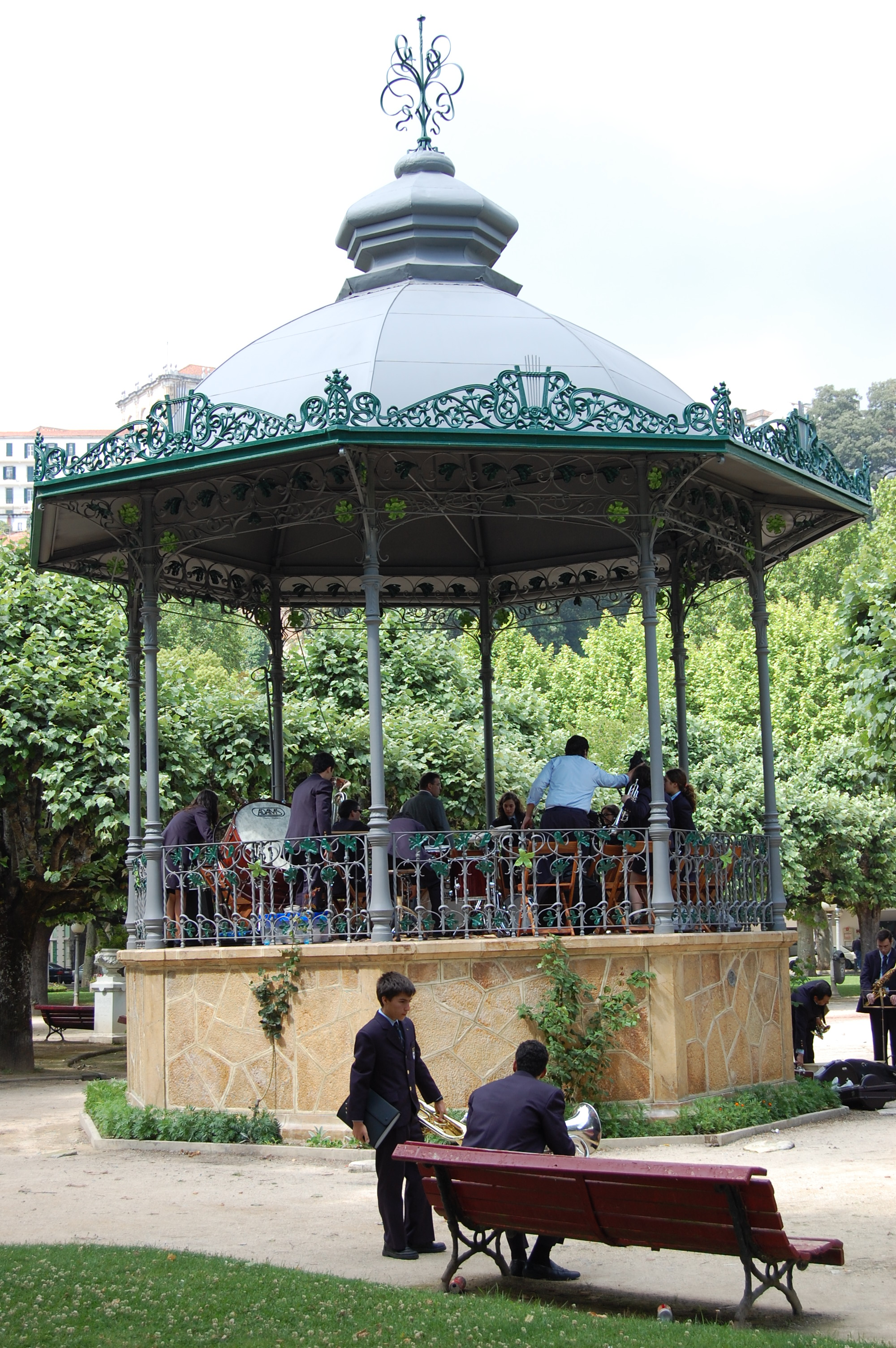
Templete en el parque de Coímbra, Portugal.

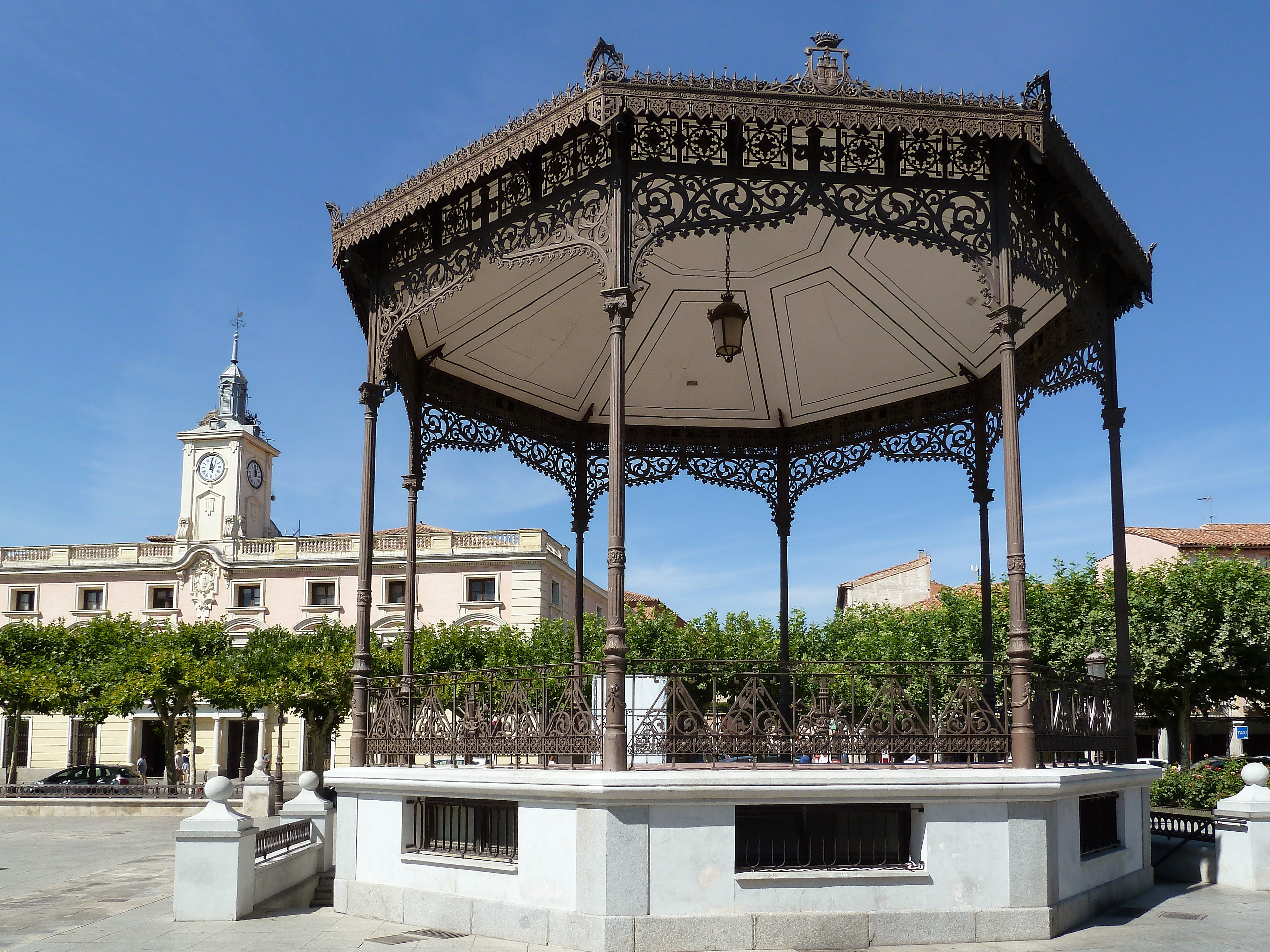
Quiosco de la música en la plaza de Cervantes de Alcalá de Henares.

Un templete o quiosco de música es una construcción festiva, típica del siglo XIX y principios del siglo XX, siendo una estructura circular o semicircular ubicada en un parque, jardín, o embarcadero, diseñado para acomodar la ejecución musical de las bandas en los conciertos al aire libre.

## Descripción

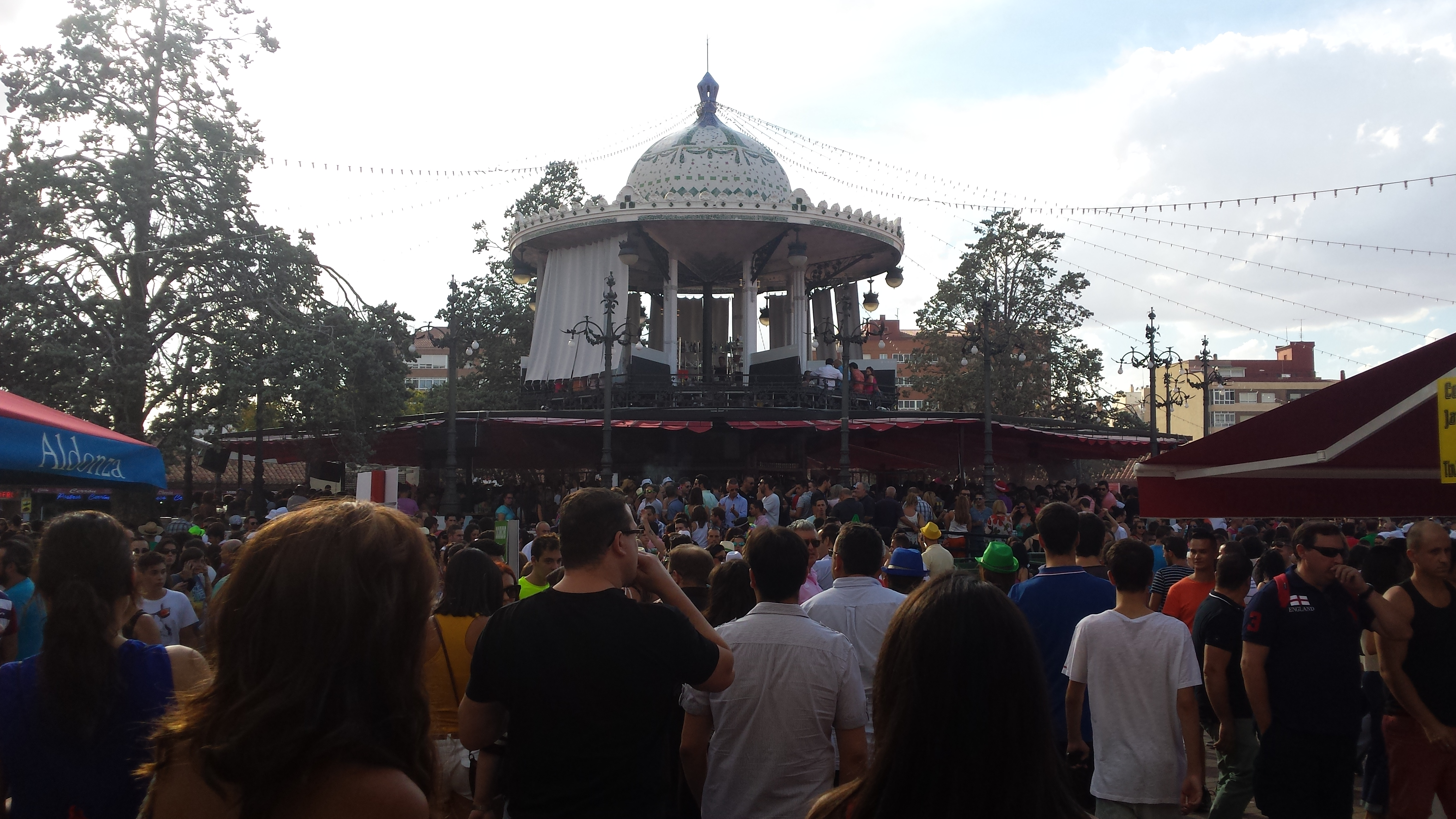
Vista del Templete de la Feria, en el Recinto Ferial de Albacete (España).

Los templetes son una construcción muy abierta, simétrica con relación al eje central (forma panóptica) y de planta poligonal que consta de un zócalo del que el piso más o menos elevado forma la escena que debe de cumplir con los requisitos acústicos, mientras que proporciona el abrigo necesario para el tiempo variable. 
Su estructura normalmente en madera o en metal, cuyas columnetas llevan un techo en pabellón de escaso desnivel. Materiales ligeros forman los armazones articulados y adornados.

## Historia
Originariamente esta construcción proviene de la antigua Grecia, inspirada en el Tholos cuya ubicación solía estar junto al ágora (precursora de las Plazas de la actualidad)
Muchos templetes en el Reino Unido se construyeron en la era Victoriana cuando el movimiento Británico brass band ganó relevancia. 
Los templetes más pequeños a menudo no son mucho más que gazebos. Templetes mucho más grandes tales como el Hollywood Bowl pueden ser llamados Conchas de bandas musicales y generalmente tienen una forma similar a un cuarto de una esfera.